# X lunar
La X lunar (també coneguda com la X de Werner) és un efecte de clarobscur en el qual la llum i l'ombra creen l'aspecte d'una lletra «X» a les vores dels cràters lunars Blanchinus, La Caille i Purbach.

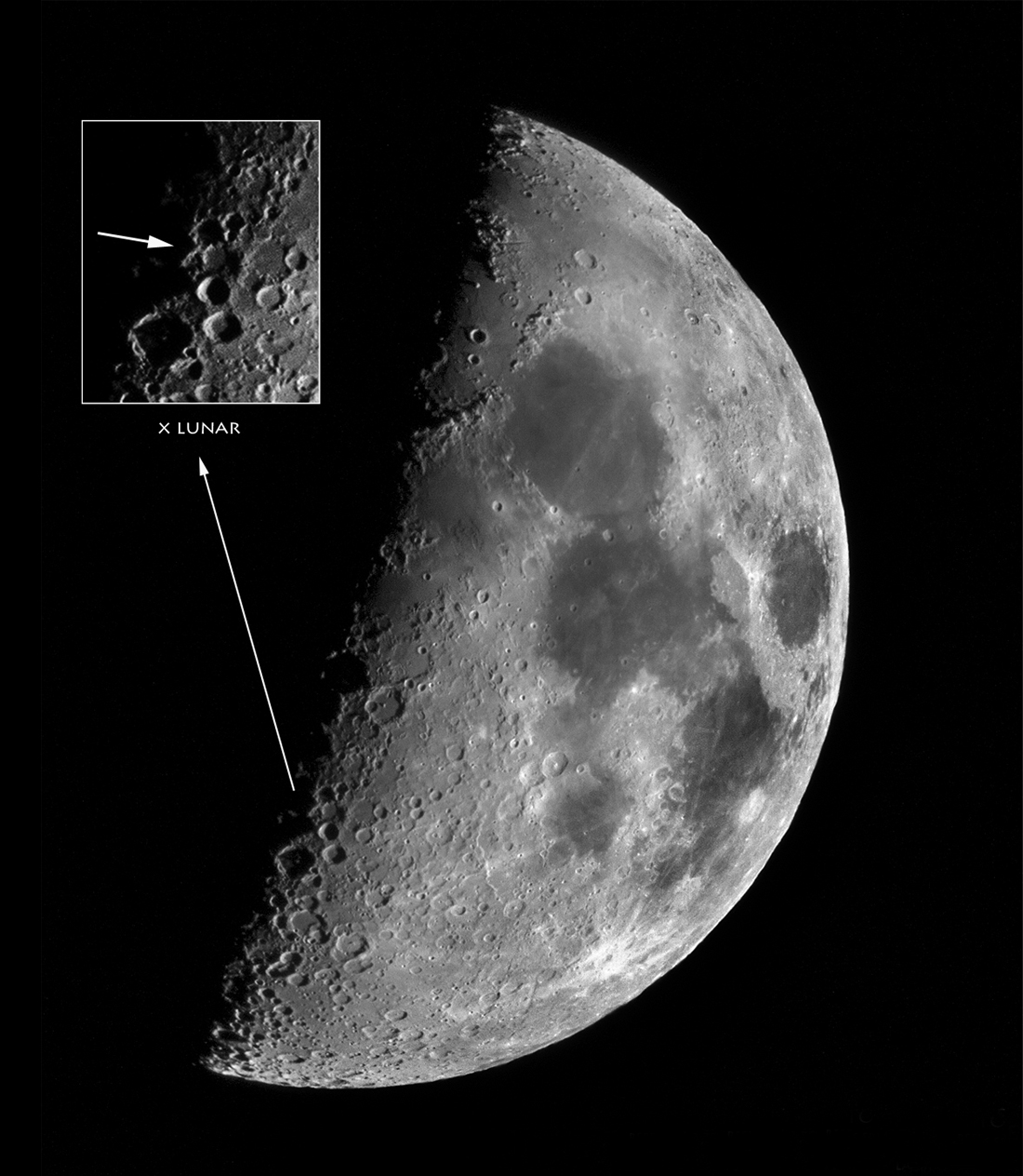
La X lunar a través d'un telescopi refractor de 60 mm
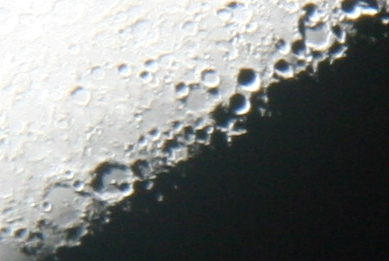
Formació de la X Lunar presa el 30 de gener de 2012
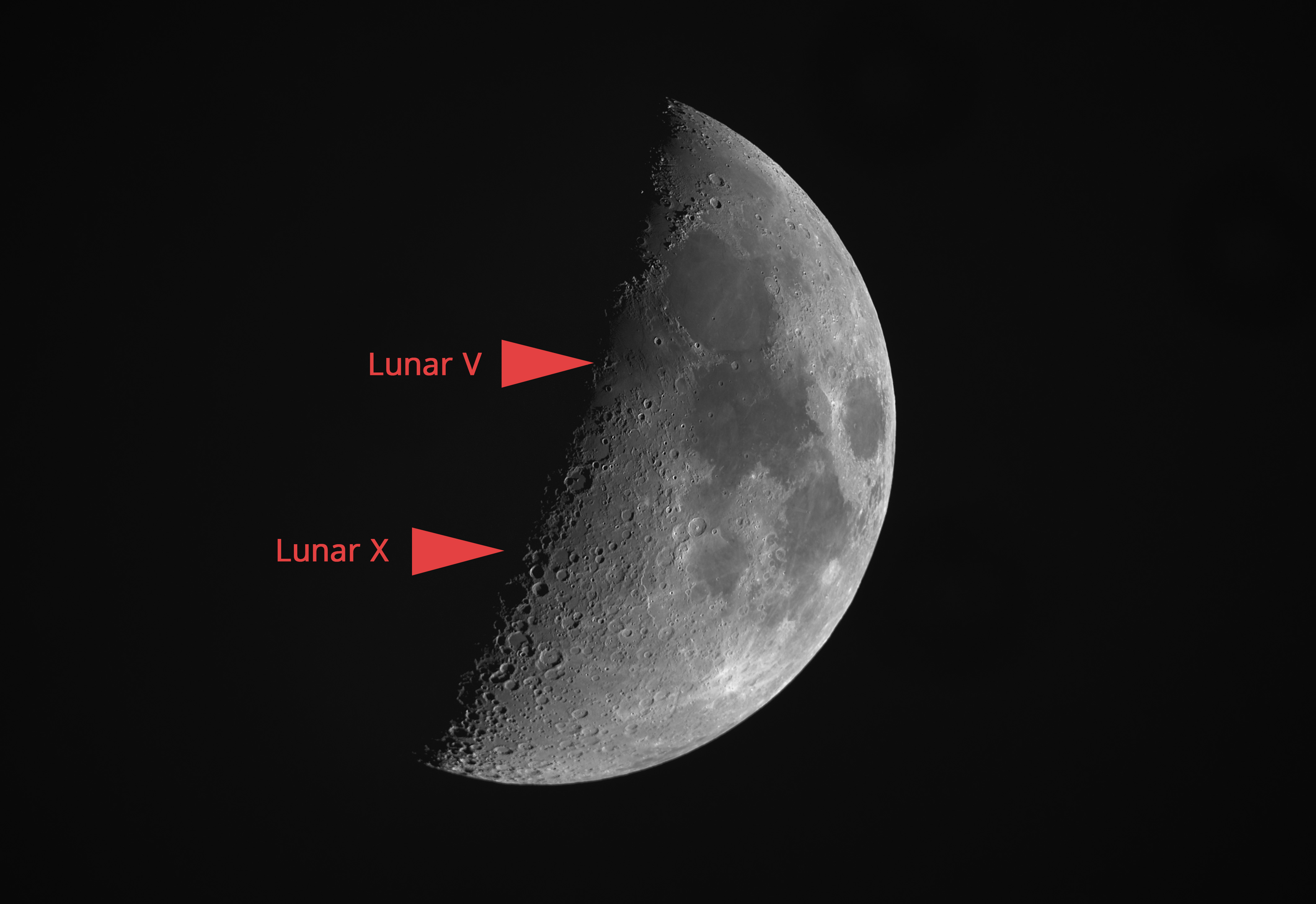
La X lunar i la V lunar presa per un Skywatcher 150/750 amb un ASI294MC Pro el 29 de maig de 2020 a Mainz, Alemanya

Aquesta «X» és visible només durant unes quantes hores abans del quart creixent lunar, lleugerament per sota del terminador. Propera a la X lunar també és visible la V lunar, formada pel cràter Ukert i molts altres cràters petits.

## Formació
Els efectes d'il·luminació es creen durant la sortida del Sol a la Lluna, quan la llum solar irradia les vores del relleu lunar. Mentre l'entorn encara està a l'ombra, quan es mira la superfície de la Lluna des de la Terra, sorgeix un alt contrast en què una figura geomètrica destaca brillantment en comparació a l'entorn a l'ombra. A causa de la rotació de la Lluna, la figura lluminosa inicialment apareix per sobre del terminador pel costat nocturn de la lluna i després es fusionen cada vegada més amb el costat diurn il·luminat de la Lluna.
A les belles arts, aquests efectes de llum també es coneixen com clarobscurs.

## Localització

### X lunar
La X lunar apareix com una extensió del cràter lunar Aliacensis sobre el cràter Werner, que té aproximadament la mateixa mida, darrere seu a la mateixa distància que els dos cràters lunars. Aquests dos cràters lunars ja es poden veure sobre la superfície lunar abans que es produeixi l'efecte.
El lloc es troba entre els tres cràters lunars Blanchinus, La Caille i Purbach. La paret del cràter oriental de Purbach i la paret del cràter occidental de Blanchinus s’il·luminen de mitjana 6,7 dies després de la lluna nova i produeixen l'efecte visual descrit.
En relació amb l'equador de la Lluna, la ubicació es troba selenogràficament una mica per sota del 25è grau sud de latitud i en relació amb el meridià principal, que està orientat cap a la direcció mitja cap a la Terra (és a dir, aproximadament el terminador lunar en una mitja Lluna), al 1r grau est de longitud.

### V lunar
La V Lunar és forma per la convergència de dues dorsa lunars a l'est del cràter Ukert, entre la Mare Vaporum (al nord) i el Sinus Medii (al sud).
Les seves coordenades selenogràfiques són 8° 18′ S, 2° 12′ E / 8.3°S,2.2°E

## Descobriment
La X Lunar va ser observada, enregistrada i descrida per primera vegada el 22 d’agost de 2004 per David M. F. Chapman al Parc provincial de Smiley, a la ruta 215 de Nova Escòcia, a prop de Windsor (Nova Escòcia), Canadà.
Dos mesos abans, el 24 de juny de 2004, una imatge de la X Lunar ja havia estat presa per Carol Lakomiak a Wisconsin, Estats Units d'Amèrica, però aquesta imatge no es va publicar fins al 29 d'agost de 2004. Fins i tot abans, l'efecte ja s'havia documentat diverses vegades en enregistraments fotogràfics sense que s'esmentés explícitament.

## Observació
Aquests efectes de llum es poden observar des de qualsevol lloc de la superfície terrestre si la Lluna es troba per sobre de l'horitzó en el moment adequat. Però en la proximitat de l'horitzó,el centelleig per l'atmosfera terrestre limita la percepció dels raigs lluminosos
La X Lunar i la V Lunar són menors de 100 quilòmetres i, per tant, tenen un diàmetre angular inferior a un minut d'arc. Els fenòmens lluminosos no es poden veure a simple vista i només es poden observar amb uns bons prismàtics o telescopis.
A causa de la libració de la Lluna, la seva grandària pot variar durant diverses hores quan es produeix l'efecte lluminós.